# Routing Information Protocol
Routing Information Protocol (RIP) är ett av de mest använda "Interior gateway"-routingprotokollen på interna nätverk (och i viss mån Internet) som hjälper routrar att dynamiskt anpassa sig till förändringar i nätverkets anslutningar genom att utbyta information om vilka nätverk varje router kan nå och hur långt bort dessa nätverk finns. Även om RIP fortfarande används så anses det ha blivit föråldrat genom link state-protokollet OSPF och EIGRP.
RIP utvecklades redan 1969 som en del av ARPANET, och använder Bellman-Ford algoritmen. RIP är ett distance-vector routing-protokoll som använder antalet hopp som routing mätvärde. Det maximala antalet hopp som är tillåtet med RIP är 15. Varje RIP-router sänder fullständiga uppdateringar var 30:e sekund som standard vilket genererar stora mängder trafik på nätverk med låga bandbredder. Det använder sig av lager 4 protokollet-UDP och port 520 för att transportera data. En mekanism som kallas för split horizon with limited poison reverse används för att undvika routingloopar. Routrar från vissa tillverkare har en holddown-mekanism som kallas för heuristics vilkens användbarhet är diskuterad och inte är en del av standarden.
I många av dagens nätverksmiljöer är inte RIP det första valet av routingprotokoll eftersom dess konvergenstid och skalbarhet är dålig i jämförelse med OSPF eller IS-IS. Hoppgränsen begränsar starkt storleken på nätverken där den kan användas. Fördelen är att det är enkelt att konfigurera RIP.

## Versioner
RIPv1 definierades i RFC 1058 och är ett klassfullt routingprotokoll. Uppdateringarna innehåller ingen subnätsinformation vilket förhindrar stödet för en variabel längd på subnätsmasken. Denna egenskap begränsar möjligheten att använda olika storlekar på subnäten i samma nätverksklass, med andra ord, alla subnät måste ha samma storlek. Det finns inget stöd för router-autentisering vilket gör att RIPv1 kan bli utsatt för olika attacker.
På grund av problemen i RIPv1 utvecklades RIPv2 1994 och inkluderade möjligheten att skicka subnätsinformation och stöd för Classless Inter-Domain Routing, CIDR. För att ha bakåtkompatibilitet behölls 15 hopps-gränsen. Enkel klartext-autentisering infördes för att säkra uppdateringarna, senare infördes också MD5-autentisering i RFC 2082.
RIPv2 beskrivs i RFC 2453 och blir standardiserad i STD 56.
RIpv2 bör användas nu för tiden.
RIPng definieras i RFC 2080 och är en utökning av ursprungsprotokollet för att stödja IPv6.